# Sant Sadurní de Trasserra
Sant Sadurní de Trasserra és l'església parroquial del poble de Trasserra, a la comarca del Rosselló.
Està situada al bell mig del poble vell de Trasserra, integrada en la seva cellera.

## Història
Documentada des del 959, en la donació d'un alou a l'església d'Elna.

## L'edifici
És un edifici d'una nau única, amb absis semicircular a llevant, com correspon a les característiques generals del romànic. Ara bé, el fet que l'edifici sencer estigui arrebossat fa difícil ara per ara de saber del cert si es tracta de l'edifici romànic original, o un de nou, més tardà, bastit damunt les restes de l'original. Les úniques parts on es pot veure l'obra, indiquen que es tracta d'un edifici tardà, dels segles XVII o XVIII. Tot i això, tant la planta com la relació de dimensions de la nau i l'absis, així com la volta apuntada o ametllada, apunten cap als segles XII o XIII.